# Lamponega forceps
Lamponega forceps is een spinnensoort uit de familie Lamponidae. De soort komt voor in West-Australië.